# Gnaphalopoda
Gnaphalopoda är ett släkte av skalbaggar. Gnaphalopoda ingår i familjen Melolonthidae.

## Dottertaxa tillGnaphalopoda, i alfabetisk ordning[1]
- Gnaphalopoda aenea
- Gnaphalopoda ascia
- Gnaphalopoda austrina
- Gnaphalopoda baladica
- Gnaphalopoda bidentata
- Gnaphalopoda biloba
- Gnaphalopoda brookesi
- Gnaphalopoda carnei
- Gnaphalopoda crassa
- Gnaphalopoda curticollis
- Gnaphalopoda deslongchampsi
- Gnaphalopoda eremia
- Gnaphalopoda fallax
- Gnaphalopoda fauveli
- Gnaphalopoda frons
- Gnaphalopoda kraussi
- Gnaphalopoda lepida
- Gnaphalopoda leptopoda
- Gnaphalopoda lesouefi
- Gnaphalopoda lirella
- Gnaphalopoda lugubris
- Gnaphalopoda montrouzieri
- Gnaphalopoda opacina
- Gnaphalopoda piceus
- Gnaphalopoda porcata
- Gnaphalopoda porosa
- Gnaphalopoda proxima
- Gnaphalopoda punctatissima
- Gnaphalopoda pygialis
- Gnaphalopoda scissiceps
- Gnaphalopoda seriata
- Gnaphalopoda solida
- Gnaphalopoda spinicollis
- Gnaphalopoda suspiciosa
- Gnaphalopoda tridentata
- Gnaphalopoda undata
- Gnaphalopoda unidentata
- Gnaphalopoda varians